# Jack McGurn
Jack „Machine Gun“ McGurn eigentlich Vincenzo Antonio Gibaldi bzw. Gebardi (vermutlich verwendete er Gebardi um seiner Familie die direkte Assoziation mit ihm in den Medien zu ersparen) (* 3. Juli 1903 in Licata, Sizilien; † 15. Februar 1936 in Chicago, Illinois) war ein italo-amerikanischer Mobster aus dem Umfeld des Chicago Outfit. Er gilt als Organisator des Valentinstag-Massakers vom 14. Februar 1929 in Chicago.

## Leben

### Frühe Jahre
Am 24. November 1906 trafen die Eheleute Tommaso und Josephine Gibaldi auf Ellis Island ein, um in die USA zu emigrieren (Tommaso passte seinen Namen an Amerika an und nannte sich von da ab Thomas Gibaldi). Vincenzo wuchs in den Slums von New York City auf.
Sein Vater wurde 1908 durch die irische White Hand Gang ermordet, die es eigentlich auf Willie „Two Knife“ Altieri, einen Gangster im Umfeld von Frankie Yale, abgesehen, diesen aber mit Gibaldi verwechselt hatte. Die irischen „Weißhände“ befanden sich damals im Konflikt mit den italienischen Banden in New York, die sie verächtlich als „Schwarzhände“ bezeichneten.
Vincenzo wuchs weiter in Brooklyn heran; seine Mutter heiratete Ende der 1910er Jahre Angelo DeMora, den Inhaber eines Lebensmittelgeschäfts, weshalb auch Vincenzo DeMora als Namensvariante existiert. Die Familie entschloss sich zum Umzug nach Chicago und Vincenzo begann dort eine Karriere als Boxer. Da irische Boxer höhere Kampfgelder erhielten als Italiener, wählte er den Kampfnamen „Battling Jack McGurn“ und begann seine professionelle Karriere am 4. November 1921.
Kurz nach seinem 19. Geburtstag 1922 unternahm Gibaldi eine Reise nach New York City, um mit Hilfe einer Schusswaffe mit den Mördern seines Vaters und den eigentlichen Hintermännern der „White Hand Gang“ abzurechnen. Demnach soll das Attentat auf „Wild Bill“ Lovett, das dieser schwer verletzt überlebte, durch McGurn ausgeführt worden sein, der außerdem einen weiteren Mann getötet haben soll. Es gibt jedoch auch Theorien, die davon ausgehen, dass der fehlgeschlagene Angriff auf Lovett von unzufriedenen Mitgliedern der White Hands ausgeführt worden sei.

### Chicago
In Chicago betrieb McGurn den Speakeasy Green Mill 4802 North Broadway. Eigentlich befand er sich damit mitten auf dem Gebiet der North Side Gang von George „Bugs“ Moran. Mitte der 1925er Jahre erhielt er einen Anteil von 25 % an dem Jazzclub. Auch Al Capone war ein regelmäßiger Gast in dem Club.
McGurn war ein loyaler Gefolgsmann von Capone. Als dieser sich von Frankie Yale hintergangen sah, erledigte McGurn 1928 den Auftragsmord mit einer Thompson-Maschinenpistole. Es war diese Waffe, die ihm den Spitznamen „Machine Gun“ einbrachte.
Der Streit zwischen dem Chicago Outfit und der Nordseite eskalierte; am 14. Februar 1929 sollte durch das Valentinstag-Massaker der Konflikt zugunsten von Capone beendet werden, was im Prinzip gelang. McGurn galt als Organisator dieses Massakers, konnte aber ein Alibi seiner Freundin Louise Rolfe vorweisen, die den Spitznamen „Blondes Alibi“ trug.
Als im April 1930 Frank J. Loesch, der Vorsitzende der Chicago Crime Commission, eine Liste mit 28 Leuten aufstellte, die als „Öffentliche Feinde“ (en: „Public Enemy“) Chicagos gesehen wurden, nahm McGurn den fünften Rang auf dieser landesweit veröffentlichten Liste ein. Diese Aufmerksamkeit erhöhte den Verfolgungsdruck auf McGurn enorm; er gehörte nunmehr sozusagen zu den „üblichen Verdächtigen“ und wurde dementsprechend häufig festgenommen oder kontrolliert.
McGurn zog sich deshalb in den Evergreen Golf Club an der 91st Street/Western Avenue zurück, dessen stiller Teilhaber er geworden war. Seine hervorragende Hand-Auge-Koordination, welche er mit der Maschinenpistole bewiesen hatte, machte ihn auch zu einem herausragenden Golfer. So nahm McGurn unter seinem Geburtsnamen Gibaldi sogar am 25. August 1933 an den Western Open teil, die vom Olympia Fields Country Club in Olympia Fields ausgetragen wurden. Am Folgetag flog er jedoch auf, und die Polizei verhaftete ihn.

### Das Ende
Am 14. Februar 1936 wurde er im zweiten Stock eines Hauses an der Avenue Recreation Bowling Alley, 805 N. Milwaukee Avenue an der Chicago Avenue von zwei Killern mit der Maschinenpistole erschossen. Die bis heute unbekannten Mörder hinterließen auf einem Zettel eine Botschaft:

“You've lost your job, You've lost your dough, Your jewels and handsome houses, But things could be worse, you know, You haven't lost your trousers.”

„Du hast deinen Job verloren, Du hast deine "Knete" verloren, deine Juwelen und hübschen Häuser, aber weißt du, es könnte schlimmer sein,  du hast zumindest deine Hose nicht verloren.“

Nach einer These soll es eine späte Rache der Nordseite durch George „Bugs“ Moran wegen des Valentinstag-Massakers gewesen sein, da das Attentat fast genau sieben Jahre nach dem Massaker stattfand. Andere sehen Frank Nitti als Urheber, der das Licht, welches die schlechte Presse über McGurn auf das Outfit warf, ausschalten wollte, um den Verfolgungsdruck, der auf der gesamten Organisation lastete, zu mildern. Außerdem war McGurn ein begnadeter Säufer und war inzwischen völlig verarmt, was ihn zu einem potenziellen Gefälligkeitszeugen werden ließ.
Jack McGurn wurde auf dem Mount-Carmel-Friedhof beigesetzt.

## Film und Filmzitate
- 1959–1963: Die Unbestechlichen; Darstellung: Paul Stevens
- 1967: Chicago-Massaker (The St. Valentine's Day Massacre); Regie: Paul Corman; Darstellung: Clint Ritchie
- 1975: Capone; Darstellung: Carmen Argenziano
- 1987: The Verne Miller Story; Darstellung: Frank Costa
- 2017: Gangster Land (In the Absence of Good Men); Darstellung: Sean Faris